# 外山喜雄

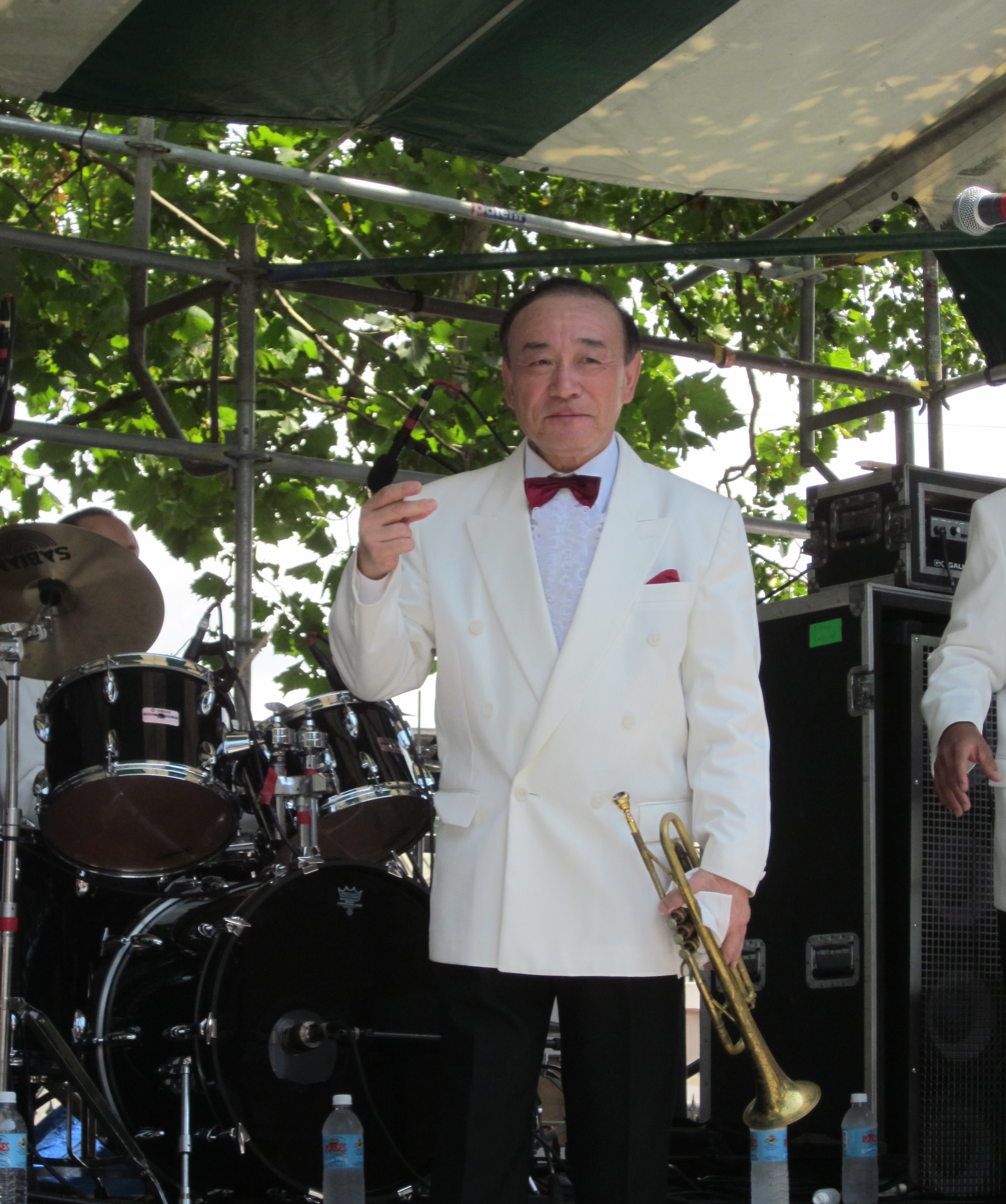
ニューオリンズ サッチモ・サマーフェスト2010での外山喜雄

外山 喜雄（とやま よしお、1944年3月5日 - ）は、日本のジャズトランペット奏者、日本ルイ・アームストロング協会会長。東京都港区出身。血液型はB型。

## 経歴
1944年、東京都港区に生まれる。
早稲田大学政治経済学部入学直後にニューオリンズ・ジャズクラブに入部。ピアノとバンジョー奏者であり卒業後に結婚する恵子（当時、早大文学部在学）と出会う。
1967年12月30日、夫婦でぶらじる丸に乗り込み、ニューオリンズへジャズ武者修行の旅に出る。以後、通算5年に渡りニューオリンズでジャズを学び、ヨーロッパ、アメリカ各地を演奏旅行する。
1975年、「外山喜雄とデキシー・セインツ」を結成。国内ライブ、コンサートをはじめ、海外ジャズ祭でも活躍する。
1983年の東京ディズニーランド開業から、2006年まで、東京ディズニーランドにパーリーバンド、ロイヤルストリート・シックスとして出演する。外山喜雄は、かすれ声のボーカルから「日本のサッチモ」と呼ばれるようになった。
1990年代にニューオリンズを再訪した外山夫妻は、ニューオリンズが荒廃しドラッグや銃がニューオリンズの若者をむしばんでいた光景にショックを受ける。若い頃に自分ちを受け入れてくれたニューオリンズに恩返しをすべく、1994年にルイ・アームストロング・ファウンデーション日本支部を設立し、ルイ・アームストロングが少年時代に収容された少年院で音楽と出会ったことをヒントにして、「銃に代えて楽器を」を掲げ、ニューオリンズ市の子供達に楽器をプレゼントする運動に取り組み、この運動で2005年8月外務大臣表彰を受けた。なお、ルイ・アームストロング・ファウンデーション日本支部は1998年に日本ルイ・アームストロング協会として改組している。また、1995年8月7日発行号から夕刊フジにて『いま、甦るサッチモ〜ルイ・アームストロング』を連載（全12回）した。
2005年のハリケーン・カトリーナ被災によるニューオーリンズ市の支援活動にも取り組んでおり、外山のもとには計1300万円の寄付金が集まった。このことから、ニューオリンズ市名誉市民を授かっている。東日本大震災時には、ニューオリンズ市からの恩返しとも言える被災地支援を受ける窓口を「みやぎ音楽支援ネットワーク」と共に活動している。
2012年、「世界で活躍し『日本』を発信する日本人」の1人にジャズ音楽家として夫婦で選ばれ、国家戦略大臣表彰を受けている。
2017年10月日本ジャズ大賞、2018年1月文部科学大臣表彰を受けた。
ジャズ奏者として以外にも、随筆、ジャズ評論の執筆活動の分野でも活躍し、また、ジャズ演奏を納めた16mmフィルムやジャズ創世期の貴重な資料のコレクターとしても知られる。2018年8月、ニューオリンズで開かれた音楽祭にて、長年の功績に対して日本人として初となる「スピリット・オブ・サッチモ・アワード 生涯功労賞」が贈られた。
2019年4月に多くの社会的な貢献、音楽・文化・社会への貢献に対して第31回（2018年度）ミュージック・ペンクラブ音楽賞ポピュラー部門特別賞が贈られた。
2022年11月、第9回JASRAC音楽文化賞を受賞。

## 外山喜雄とデキシー・セインツ

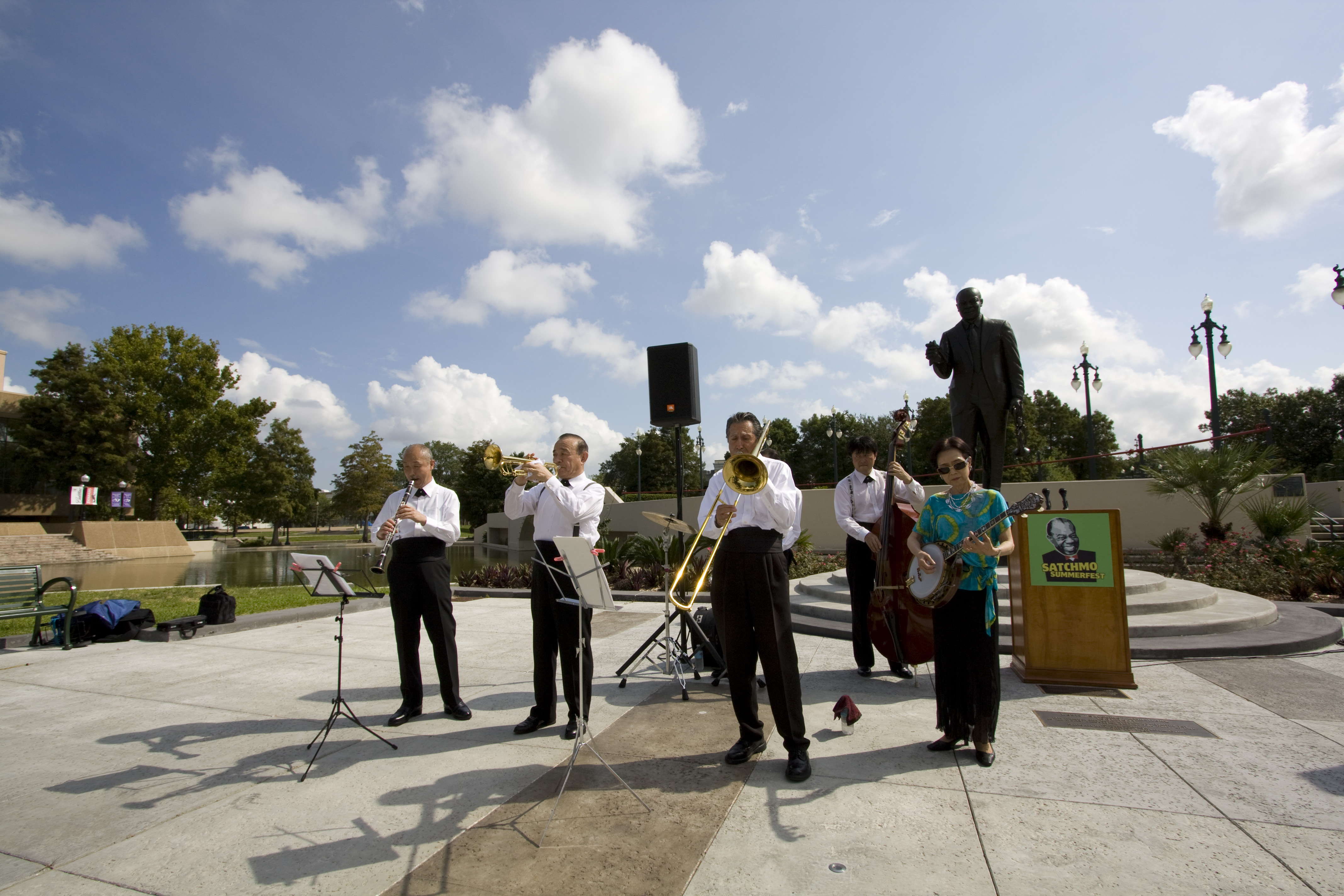
ニューオリンズ サッチモ・サマーフェスト2012での外山喜雄とデキシーランド・セインツ

1975年に結成されたバンド。一部、「外山喜雄とデキシーランド・セインツ」の表記もある。
外山喜雄(tp)と外山恵子(BJ,p)を中心に、長らく日本国内のジャズシーン、世界をも舞台に活躍している日本を代表するジャズバンドの一つ。1968年から1973年のニュ―オリンズ武者修行から外山が帰国した後に結成され、日本ジャズ界に新風を送り続けている。1983年に東京ディズニーランドの開園するとファンタジーランドの『パーリーバンド（映画メリーポピンズに登場するアニメの、ボタンがいっぱいついた衣装のバンド」』として出演、日本ディズニーの伝説的バンドとなる。1995年から2006年までは、東京ディズニーランドに「バーリーバンド」「ロイヤルストリート・シックス」として出演。2006年より不定期にイクスピアリにて「ハッピー・デキシー・シックス」として路上ライブのような形式で、イクスピアリ施設内（広めの通路や、公開ステージなど）にて演奏した。
ジャズの故郷ニュ―オリンズのサッチモジャズ祭、「サッチモ・サマーフェスト』に2003年以来特別ゲストとして出演。2018年8月4日、ジャズ祭から「スピリット・オブ・サッチモ・アワード 生涯功労賞」が贈られた。
メンバー
- 外山喜雄 - トランペット、ボーカル
- 外山恵子 - ピアノ、バンジョー
- 粉川忠範 - トロンボーン
- 藤崎羊一 - ベース

ドラムス
いずれか1名。
- サバオ渡辺 - ドラムス
- 木村おうじ - ドラムス
- 山本勇 - ドラムス
- ジミー・スミス - レギュラードラマーとして活躍した。
- マイク・レズニコフ - ドラムス　

木管楽器
いずれか1名。
- 鈴木孝二 - クラリネット
- 広津誠 - クラリネット
- 田辺信男 - テナーサックス
- 後藤雅広 - クラリネット
- 右近茂 - テナーサックス

## 楽曲
- デキシーワンダーランド （NHK みんなのうた放送時期：1981年6月〜1981年7月期） 作詞：R.ホジソン、訳詞：外山喜雄、作曲：E.ファーレイ&M.リレイ、編曲：外山喜雄、アニメーション：前田昭
実子の外山洋一（当時6歳）とのデュエット。演奏はデキシーセインツが務めている。
- そらとぶくじら （NHK みんなのうた放送時期：1996年10月〜1996年11月期） 作詞：わたなべもも、作曲：中川ひろたか、編曲：外山喜雄、アニメーション：ほんだゆきお

### アルバム
- 『デキシー・マジック・ビビディ・バビディ・ブー』 キングレコード 2000年10月
ディズニー映画の楽曲をディキシーランドジャズにアレンジしたもの
- 『サッチモに捧ぐ』 キングレコード 2000年10月
代表的なニューオーリンズ・ジャズの名曲を収録
- 『Duet』 Jazzology Records（英語版） 1994年4月
ジャズ・ピアニスト、ラルフ・サットンと共演したもの。
- 『In Japan 1975 With Yoshio Toyama』 Jazzology Records 1994年4月
ジャズ・ピアニスト ドン・ユール（英語版）と共演したもの。
- 『サッチモと外山喜雄・デキシーセインツの楽しい仲間達 When the 'Dixie Saints' go Marchin' in』 2019年8月
- 『今晩はEverybody One Night Live with 外山喜雄・恵子Dixie Saints』 2019年10月

## 出版
翻訳
- 『独断と偏見のジャズ史』 オーティツ・M・ウォールトン著 外山喜雄訳 スイングジャーナル社 1975年2月

エッセイ
- 『聖者が街にやってくる: ジャズの故郷ニューオリンズ』 外山喜雄 冬樹社 1982年9月
- 『ニューオリンズ行進曲』 外山喜雄・外山恵子 冬青社 2002年1月 ISBN 978-4924725911

写真集
- 『聖地ニューオリンズ聖者ルイ・アームストロング―私達の想い出ジャズとサッチモの故郷1968〜1973』 外山喜雄・外山恵子 冬青社 2008年7月 ISBN 978-4887730861